# Université du temps libre
 (août 2024).
Les universités du temps libre (UTL) ou universités du troisième âge ou universités tous âges (UTA) ou universités inter-âges (UIA) ou encore universités pour tous (UPT) sont des associations culturelles locales ou régionales dont les membres disposant de temps libre souhaitent se cultiver, partager leurs savoirs, participer à des ateliers, rencontrer d'autres personnes venues d'autres horizons. Si elles ne délivrent pas de diplôme, les UTL remplissent cependant un rôle social important : faire en sorte que la culture et les connaissances nouvelles soient rendues accessibles et compréhensibles à tous, et ce dans un cadre ouvert et convivial.

## Historique
C’est en 1973, sous l’impulsion du professeur de droit international Pierre Vellas, que la première université du troisième âge a été créée à l'université des sciences sociales de Toulouse. Il s'agissait de proposer aux personnes du troisième âge un programme d'activités qui respectait les conditions, les besoins et les aspirations propres à cet âge. Des initiatives analogues se sont rapidement développées en France et à l'étranger (par exemple en 1975 à Strasbourg, en 1976 à Rennes, en 1977 à Orléans, ou en 1978 à Annecy). À l'automne 1978, il existait déjà environ cent institutions portant le nom d'« université du troisième âge », ou un nom similaire.
Au départ, il s'agissait uniquement d'accueillir des personnes âgées, d’où le terme « troisième âge ». Mais au cours des années 1990, le besoin a été ressenti de s’ouvrir à un plus large public disposant de temps libre, sans condition d'âge ni de diplôme, d'où un foisonnement d’appellations diverses : université du temps disponible, du temps libre, du tiers temps, inter-âges, tous âges, du temps retrouvé, etc.
Les UTL se sont particulièrement développées en Europe, mais existent sur les cinq continents, notamment au Canada et en Amérique du Sud. Les universités ont joué — et jouent souvent encore — un rôle important dans les créations et le fonctionnement des UTL, à tout le moins dans le monde francophone. Au Royaume-Uni, et par la suite dans le reste du monde anglophone, les universités du troisième âge se sont développées sur un modèle différent, n'entretenant pas ou peu de liens formels avec les universités traditionnelles et mettant l'emphase sur l'apprentissage participatif et les échanges entre les étudiants, plutôt que sur l'enseignement magistral.

## Organisation
En France, plusieurs formes juridiques différentes se rencontrent dans le fonctionnement des UTL. La forme principale est l'association loi de 1901. Du fait des liens avec les Universités, on trouve parfois un fonctionnement en tant que « service commun à comptabilité distincte ». Il peut également s'agir de structures municipales.
Sans distinction d'âge, de formation ou d'origine, l'adhésion est ouverte à toutes les personnes majeures disposant de temps libre, et désireuses d'enrichir leur formation et/ou de s'épanouir sur le plan intellectuel, technique, scientifique, manuel, artistique, ou physique.
Le rythme des activités est annuel, en général indexé sur l'année universitaire en raison du lien avec les universités et des souhaits des membres.
Les activités des UTL reposent largement sur le bénévolat et les savoirs des membres, même si la gestion et la nature des activités, ainsi que les effectifs, nécessitent le recours à des salariés et des intervenants rémunérés.
La plupart des UTL et autres organisations similaires dans leurs objectifs sont regroupées au sein de l'UFUTA (Union française des universités de tous âges, créée en 1981). En 2013 plus de 70 000 étudiants sont regroupés au sein de l'UFUTA, dans 45 établissements et 250 antennes réparties dans toute la France.
L'UFUTA est elle-même membre de l'AIUTA (Association internationale des universités du troisième âge) créée dans les années 1970 par le professeur Pierre Vellas.
Entre 1974 et 1983, une émission expérimentale fut diffusée quotidiennement à 7 heures 45 sur la longueur d'onde radiophonique 318 mètres ondes moyennes par Toulouse Pyrénées station régionale de l'Office de radiodiffusion télévision française (O.R.T.F.), puis FR3 sous le titre Radio-troisième âge, à l'initiative du professeur Pierre Vellas.

## Activités
Dans la large palette d'activités proposées par les UTL, les conférences programmées sont au centre. Elles durent de l'ordre d'une heure et sont suivies d'un dialogue avec le conférencier, source de convivialité entre les adhérents. Un programme annuel couvre les grandes disciplines comme les sciences, les lettres et les arts, en passant par la musique, le cinéma, la médecine, l'histoire, la sociologie.
Le plus souvent, de nombreuses autres activités permettent de satisfaire les besoins et envies très variés des adhérents dans les domaines culturels, intellectuels, sportifs. On peut citer des activités comme : des cours ou ateliers (informatique, égyptologie, communication, histoire, art, philosophie, langues étrangères…), des cercles de lecture, des activités physiques (randonnées, marche nordique, natation…), des visites et sorties culturelles, des voyages, des jeux de société…

## Associations du temps libre
En France
(Liste non exhaustive classée par numéros croissants de départements)
- Université du temps libre de Marseille (Bouches-du-Rhône)[11] ;
- Université du temps libre de Marennes-Oléron (Charente-Maritime)[12] ;
- Université du Temps Libre du Pays de Rennes (Ille-et-Vilaine)[13] ;
- Université du temps libre d'Orléans (Loiret)[14] ;
- Université du temps libre d'Aquitaine - Pau (Pyrénées-Atlantiques)[15] ;
- Université du temps libre de Strasbourg (Bas-Rhin)[16] ;
- Université du temps libre du Mans (Sarthe)[17] ;
- Université du temps libre d'Annecy (Haute-Savoie)[18] ;
- Université du temps libre Essonne (Essonne)[19].